# Haplogonaria pellita
Haplogonaria pellita är en plattmaskart som först beskrevs av Ernst Marcus 1951.  Haplogonaria pellita ingår i släktet Haplogonaria och familjen Haploposthiidae. Inga underarter finns listade i Catalogue of Life.